# 第102飛行隊 (航空自衛隊)
第102飛行隊（だい102ひこうたい、JASDF 102nd Fighter Interceptor Squadron）は、かつて航空自衛隊中部航空方面隊第3航空団隷下だった戦闘機部隊。小牧基地に所属し、航空自衛隊2番目のF-86D全天候戦闘機を運用する飛行隊だった。1959年（昭和34年）の部隊編成後、1967年（昭和42年）に閉隊するまでの8年間にわたりアラート任務を実施した。

## 概要
1959年（昭和34年）3月1日、航空自衛隊2番目のF-86D飛行隊として小牧基地第3航空団隷下にて発足、同年8月28日から対領空侵犯措置任務を開始し、これは航空自衛隊にとって初の夜間・全天候アラート待機となった。
1962年（昭和37年）以降、各基地へF-104J戦闘機の配備が開始されたこともあり、同じ第3航空団隷下の第105飛行隊とともに1967年（昭和42年）12月1日に閉隊された。
第102飛行隊の部隊マークは赤いシャチホコの下に黄帯を引いたデザインとなっている。

## 沿革
- 1959年（昭和34年）3月1日 - F-86D飛行隊として小牧基地の第3航空団隷下にて部隊編成[1]。

8月28日 - F-86Dによる対領空侵犯措置任務付与。
- 1964年（昭和39年）7月7日～7月8日 - 航空総隊競点射撃競技会F-86D部門優勝[2][3]。
- 1966年（昭和41年）11月29日～12月2日 - 航空総隊射撃競技会F-86D部門優勝[2][3]。
- 1967年（昭和42年）12月1日 - 第102飛行隊閉隊[1]。

## 歴代運用機
- 戦闘機
  - F-86D（1959年～1967年）
- 連絡機
  - T-33A（1959年～1967年）